# Thesium transvaalense
Thesium transvaalense är en sandelträdsväxtart som beskrevs av Schlechter. Thesium transvaalense ingår i släktet spindelörter, och familjen sandelträdsväxter. Inga underarter finns listade i Catalogue of Life.